# Belper Hirn
 (août 2018).
Si vous disposez d'ouvrages ou d'articles de référence ou si vous connaissez des sites web de qualité traitant du thème abordé ici, merci de compléter l'article en donnant les références utiles à sa vérifiabilité et en les liant à la section « Notes et références ».
Le Belper Hirn (littéralement : « cerveau de Belp ») est un fromage suisse à base de lait de vache originaire de la ville de Belp, dans le canton de Berne. 

## Maturation
Ce fromage se distingue par son intérieur frais et la couche de moisissure qui le recouvre graduellement.

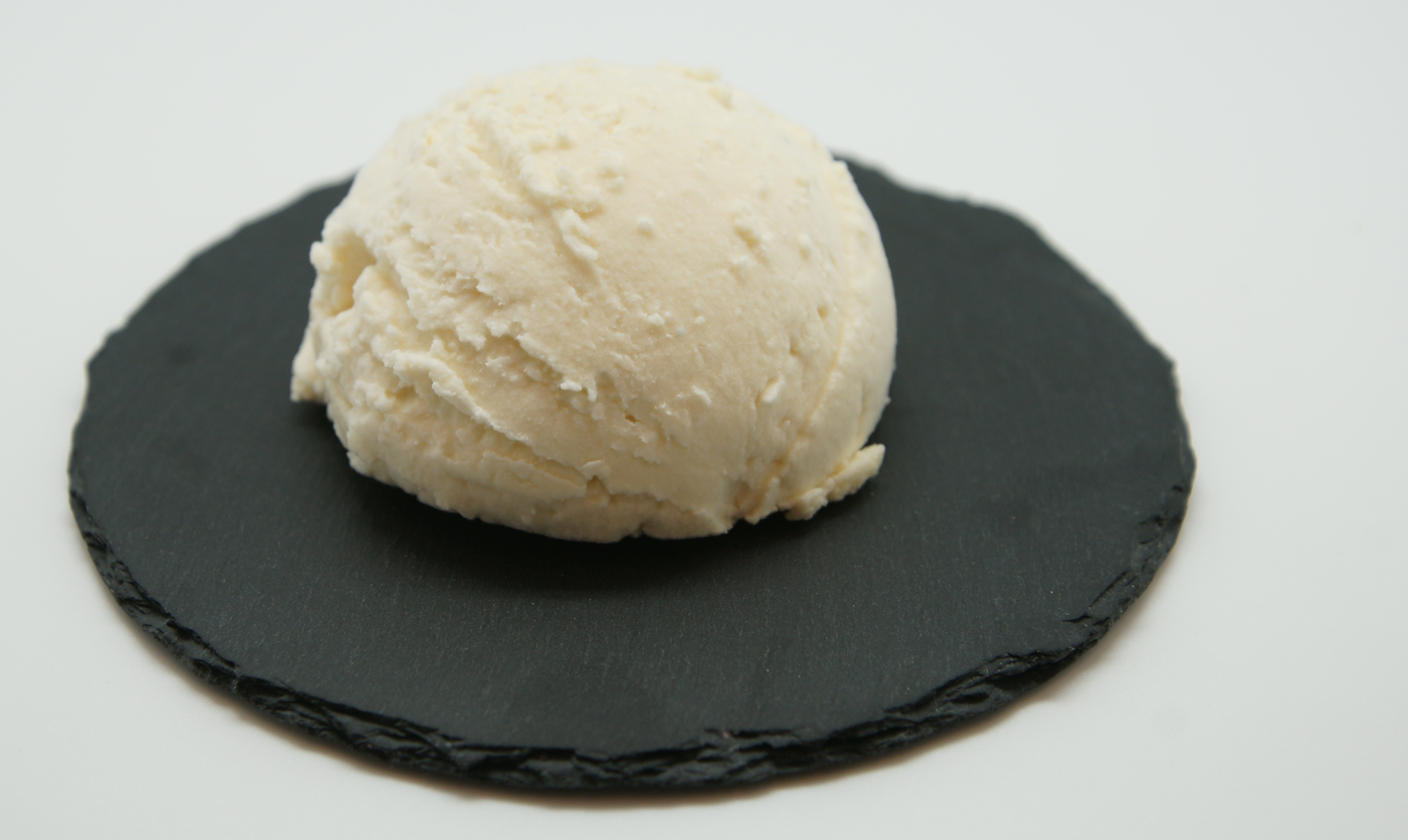
Belper Hirn d'une semaine...
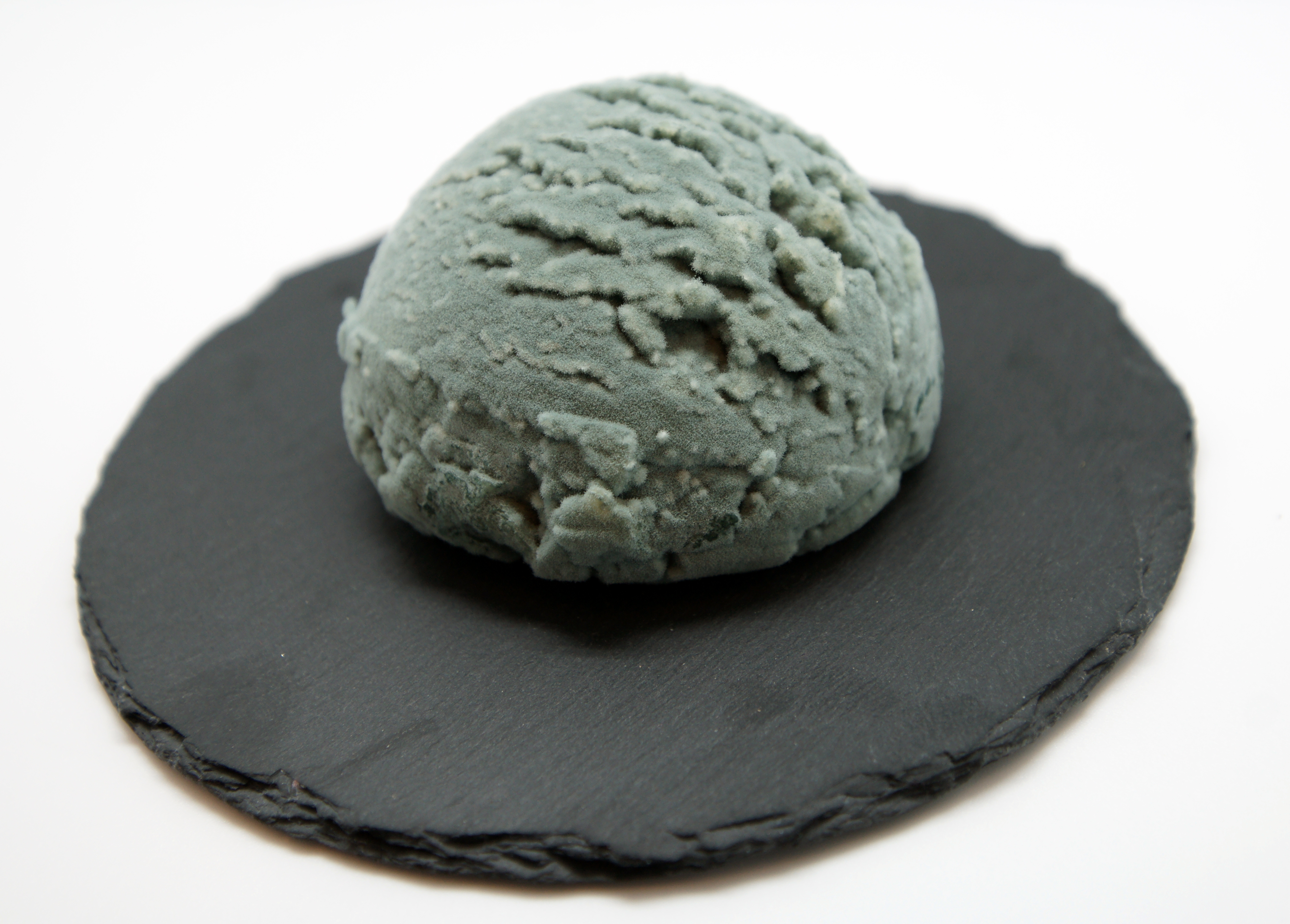
quatre semaines...
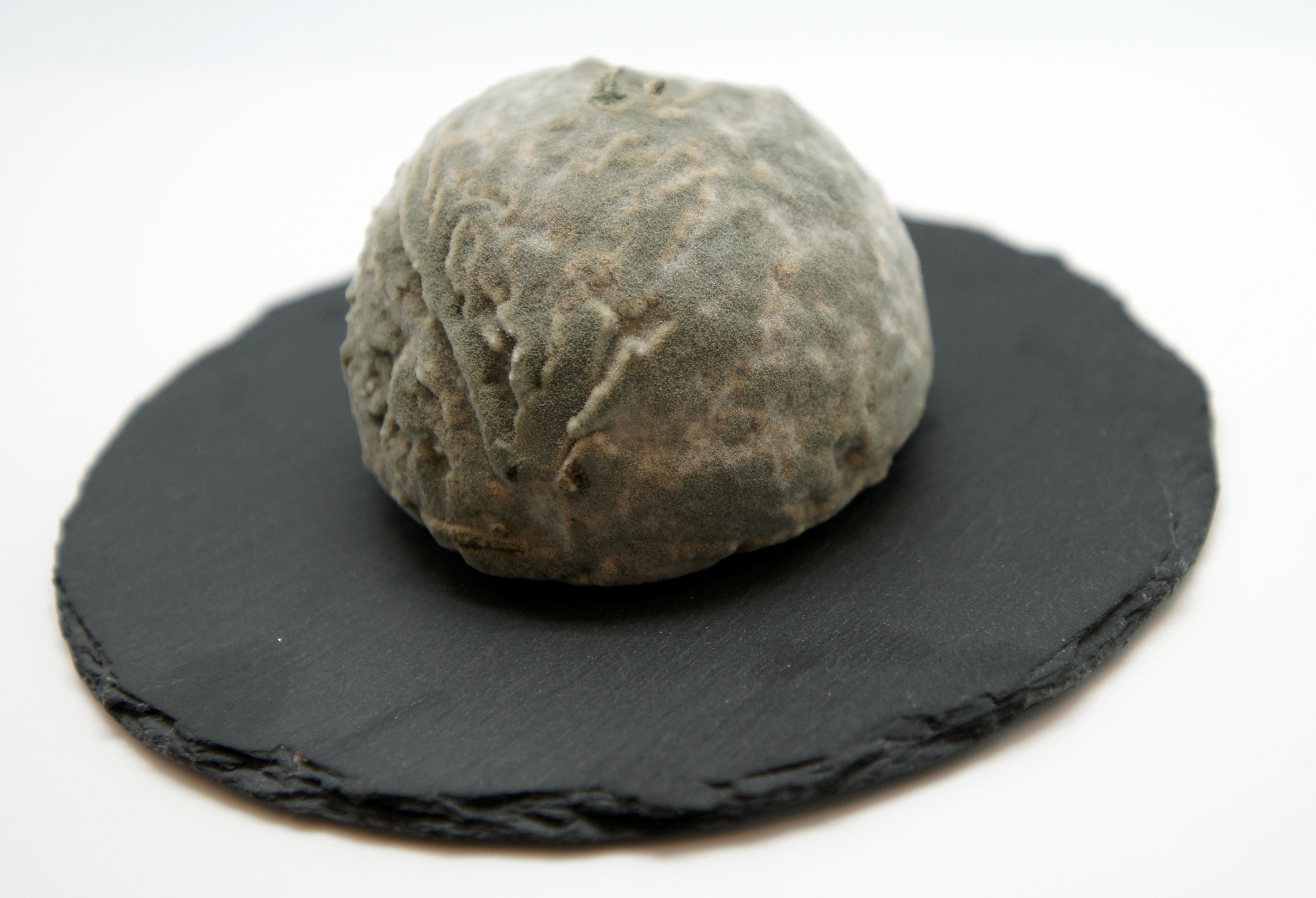
six semaines.